# مجاهد أبوشوارب
الشيخ مجاهد أبو شوارب هو زعيم قبلي، وضابط عسكري، وسياسي، ولد في الثالث من أبريل 1939م.
يعتبر مجاهد أبو شوارب من أبرز شخصيات ثورة الجمهوريين عام 1962م الذين أطاحوا بالأئمة الزيديين ممن تولى حكم شمال اليمن (على فترات) لأكثر من ألف عام، فسميت بعدهم«الجمهورية العربية اليمنية». لعب مجاهد دوراً مؤثراً - من موقعه كعسكري وسياسي - خلال التحديات التي أحاقت بجمهورية اليمن الشمالي في إطار نضالها من أجل إثبات ذاتها بوجه الملكيين المدعوين سعودياً، فضلاً عن دوره خلال أعوام الأزمة التي حدثت في الجمهورية اليمنية عقب تحقيق الوحدة اليمنية بين الشمال والجنوب عام 1990م. وهو كشيخ يعد الرجل الثاني في قبائل حاشد التي تبسط نفوذها القبلي إلى جانب قبائل بكيل على المناطق الشمالية من اليمن منذ قرون.

## والده
خلال الحرب اليمنية - السعودية عام 1934م قاتل والد مجاهد - الشيخ يحيى - مع قبيلته حاشد في صف ولي العهد الملكي أحمد، وعندما وُجِدَ يحيى في عام 1951م مقتولاً في منطقة مجاورة تعود لمشائخ آخرين، كان أحمد حينها قد أصبح إماماً على اليمن الشمالي، فأرسل حملة عسكرية إلى هناك لإلقاء القبض على الجناة، ولكن على الرغم من ذلك اشترك مجاهد عام 1959م مع شيخ آخر من حاشد في مخطط يستهدف الإطاحة بـ الإمام أحمد بعد عودته من إيطاليا التي كان يتلقى العلاج فيها.
لكن تم إعدام من كانوا معه، فيما اعتقل مجاهد- وكان حينها شاباً- وتم إيداعه السجن، فأمضى فترة السجن بدراسة الرياضيات، والجغرافية والتاريخ.

## نضاله
بعد إطلاق سراحه من السجن، التحق مجاهد بالجيش، ثم انخرط في العمل النضالي من أجل الجمهورية عند قيام ثورة السادس والعشرين من سبتمبر 1962م التي أقصت الإمام محمد – الذي لم يمض على وفاة والده سوى أسبوع واحد فقط.
وفي قرب السنوات الثمان التي نشبت بعد قيام الثورة بين الجمهوريين والملكيين، وتدعمها كلا من مصر والمملكة العربية السعودية بشكل كبير، قاد مجاهد القوات الجمهورية في كثير من المواجهات العسكرية العنيفة. وفي إحدى المعارك اخترقت رصاصة كليته لتستقر بعدها أسفل البطن وعلى الرغم مما كانت تتسببه من ألم رفض مجاهد مرارا أن يقوم الطبيب بمجارحته لإزالتها بعد أن أخبروه أن العملية ربما تسبب له العقم.
وفي شتاء (1967 - 1968)م لعب مجاهد دوراً حاسماً في معارك فك الحصار الملكي عن العاصمة صنعاء إذا أنه قام في شهر فبراير 1968م برفقة 2000 رجلٍ معززين بالدبابات بإجبار القوات المجلية على التخلي عن مواقعها في جبل عطان- غرب صنعاء تماما- ليكون ذلك بداية انهيار حصار السبعين يوماً.
ومن تلك اللحظة سيطر الجمهوريون على زمام الأمور وأصبحوا هم المتفوقون رغم أن القتال استمر لعامين آخرين، فاعترفت المملكة العربية السعودية عام 1970م بالنظام الجمهوري وأوقفت الدعم الذي كانت تقدمه للملكيين، وعام 1973م قام القاضي عبد الرحمن الإرياني رئيس مجلس الرئاسة بتعيين مجاهد قائداً للجيش، ومحافظاً على محافظة حجة ذات الطبيعة الجبلية، والتي تقع شمال غرب صنعاء بمسافة 80 ميلاً.. وما زال أهالي حجة يذكرونه بامتنان، إذا إنهم كانوا يعانون باستمرار من البلهارسيا، فقام مجاهد بتنظيم شبكة ضخ المياه العذبة من الأودية الواقعة أسفل الجبال الشاهقة، وبتلك الطريقة خلص الماء من القواقع التي كانت تعيش فيها يرقات البلهارسيا.
وبعد انقلاب يونيو 1974م الأبيض كان مجاهد واحداً من 14 عضواً في مجلس القيادة فمن تم انتقائهم لاختيار القيادة اليمنية الجديدة من بينهم، وكان مجاهد يميل للرئاسة إلا أن الاختيار وقع على المقدم إبراهيم الحمدي ، فيما تم تعيينه نائباً لرئيس مجلس الرئاسة الجديد ونائباً للقائد العام للجيش.
في أكتوبر 1977م تم اغتيال الرئيس إبراهيم الحمدي ، ثم أعقبه اغتيال خلفه أحمد الغشمي في يوليو العام التالي، وكان الكثير من مشائخ حاشد يتطلع لرؤية مجاهد على رأس الحكم، لكن في النهاية تم انتخاب الرئيس الحالي علي عبد الله صالح في 17 يوليو 1978م، وكان حينها برتبة مقدم، وهو الآن يحمل رتبة مشير.
تم تعيين مجاهد وزيراً للداخلية، ونائباً لرئيس الوزراء بجانب نائبين آخرين، وقد حصل مرة أخرى على هذه المناصب بعد الوحدة بين الشمال والجنوب وقيام الجمهورية اليمنية في الثاني والعشرين من مايو 1990م.
وكان الشيخ مجاهد أبو شوارب من المؤسسين الأوائل للمؤتمر الشعبي العام ، في أغسطس من عام 1982م. بقيادة الرئيس علي عبد الله صالح رئيس الجمهورية العربية اليمنية حينها. وقد شمل تنظيم المؤتمر جميع أطياف العمل السياسي آنذاك، وكان مظلة عملٍ مشتركة لجميع التيارات السياسية والدينية في الساحة اليمنية.
لقد بذل مجاهد كل ما بوسعه من أجل أن يحول دون نشوب الحرب التي اندلعت في أبريل 1994م بإعلان الانفصال في دولة جنوبية مستقلة عاصمتها عدن ، لكن الحرب سرعان ما انتهت بسيطرة القوات على عدن ، وفي ذلك العام تم تعيين مجاهد مستشاراً خاصاً للرئيس صالح، وهو المنصب الذي ظل فيه حتى وفاته عليه.

## شخصيته
كان مجاهد محترماً بوطنيته، وبتمسكه القوى بعروبته، وهو بخلاف الكثير من مشائخ اليمن يعيش عالماً ممتداً إلى ما هو أبعد بكثير من قبيلته أو مصالحها الخاصة.

## العائلة
كان للشيخ مجاهد زوجتان، أولاهما أخت الشيخ عبد الله بن حسين الأحمر شيخ مشايخ قبيلة حاشد. وله ثمانية أبناء، أكبرهم الشيخ جبران مجاهد أبوشوارب وقد خلفه كشيخ لقبيلة خارف التي هي أحد فروع قبيلة حاشد، يليه الشيخ كهلان مجاهد أبو شوارب والذي يشغل الآن منصب عضو مجلس الشورى، وقبلها كان محافظاً لمحافظة عمران ، ثم الشيخ يحيي مجاهد أبو شوارب، ثم الرائد محمد مجاهد أبو شوارب. إضافة لأربع بنات.

## وفاته
توفي إثر حادث سيارة في 17 نوفمبر 2004م عن عمر يناهز الخامسة والستين عاماً.